# Rémond Lescot
Pour les articles homonymes, voir Lescot.
Rémond Lescot (1594-1657), également orthographié Raimond ou Raymond, est un orfèvre parisien du XVIIe siècle, joailler du roi Louis XIV. Il fut également secrétaire du roi, valet de chambre de la reine ainsi que conseiller de la ville de Paris de 1629 à 1641, puis échevin en 1648 et enfin juge en 1650.
Il est le fils de l'orfèvre Mathieu Lescot, et le frère de François Lescot, également orfèvre auprès du cardinal Mazarin, qui réalise en 1663 une croix du Saint-Esprit en diamants pour Louis XIV pour un coût de trente-huit mille cinq cents livres.

## Œuvres
- Calice (vers 1625), Basilique Saint-Quentin de Saint-Quentin[5].
- Staurothèque (1628), Custodie franciscaine de Terre sainte[6].